# San Martínov pohod čez Ande
San Martínov pohod čez Ande
General José de San Martín, ki se je rodil v Argentini in se po nekaj letih z družino preselil v Španijo, se je leta 1812, ob prvih znamenjih argentinske revolucije proti španski nadvladi, vrnil v Argentino. Ob vrnitvi se je zavzel za izboljšanje vojaškega telesa in že po dveh letih služenja bil postavljen na čelo severne armade ter elitne konjeniške enote granaderos.

## Zasnova zamisli o pohodu čez Ande
Dve leti po pristanku v Ameriki, je San Martín dobil povelje, da brani province Ría de la Plata od španskih enot, ki so prihajale iz območja visokega Peruja. Argentinske revolucionarne oblasti so načrtovale zavzetje območja visokega Peruja in Lime, središče španskih sil v Južni Ameriki, iz južne strani, s čimer se San Martín ni strinjal. Zamislil si je zavzetje z osvoboditvijo Čila, in sicer preko Andov, ter od tam prihod do perujskih obal po morski poti. 
San Martín je tako začel s pripravami za pohod čez Ande. Prosil je argentinske oblasti ter takratnega vodja Juan Martína de Pueyrredona, naj mu dodelijo guvernerstvo takratne province Cuyo, območje, ki danes vključuje province Mendoza, San Juan in San Luis, ter to tudi dosegel avgusta leta 1814. Ustalil se je v provinci Mendoza in tam začel s pripravami, ki so trajale tri leta, ter hkrati skrbel tudi za razvoj te province. 

## Organizacija andske vojske
San Martín je postavil glavni tabor za zbiranje in urjenje andske vojske na obrobju province Mendoza, na kraju z imenom El Plumerillo. To ozemlje je bilo v lasti Francisca de Paula de Lareta, ki je odstopil ozemlje v najem. Brigadir Bernardo O'Higgins je bil tisti, ki je ustvaril dokončno podobo tabora, ki je bil, s pomočjo prebivalcev Mendoze, dokončan v šestih mesecih. 
Andska vojska je bila osnovana na dveh jedrnih vojaških enotah, ki so obstajale v Mendozi: Pomožno telo iz Čil, pod vodstvom kolonela Juana Gregoria de las Herasa in civilne vojaške enote iz province Mendoza.
Na začetku, je bilo le 400 vojakov in 4 topovi, kar ni bilo dovolj za spopad s španskimi silami, zato je San Martín 14. avgusta 1814 uvedel prostovoljno služenje. 
Okoli oktobra 1815, je rastoča andska vojska štela že 1600 mož pehote 1000 konjenikov in 220 topničarjev z desetimi topovi. Marca 1816 je San Martín prosil za priključitev dveh konjeniških enot granaderosov, ki so se nahajali v visokem Peruju.   
Bataljona pehote 8 in 11, prvi bataljon lovcev in topništvo so se namestili na zahodu, oficirji in vodje so bili nastanjeni v bližini, granaderosi pa so zasedli štiri poslopja na severu. Na jugu sta se nahajali kraj nastanitve San Martína ter generalštab, na vzhodu pa je bil postavljen 100 metrov dolg zid, kjer so se vojaki urili v streljanju. 
Končna podoba andske vojske je štela 3 generale, 28 vodij, 207 oficirjev, 15 predstavnikov civilnega osebja, 3778 vojakov in 1329 pomožnih vojakov, kar predstavlja v skupnem seštevku 5432 mož. Vojska je štela tudi 18 topov, 1500 konjev in 9820 mul.   

### San Martínovi sodelavci
Za uspeh San Martínovega ambicioznega načrta je bilo potrebno sodelovanje vseh prebivalcev. Eden od ključnih sodelavcev je bil menih Luis Beltrán, ki je skrbel za orožarno in žrtvoval celo cerkveni zvon, da bi iz njega naredil topove. Tudi žene so imele svojo vlogo in sicer, pod vodstvom San Martínove žene Remedios de Escalada, so te skrbele za šivanje uniform in zastav, tkale odeje za mrzle noči ter obdelovale usnje za izdelavo grobih gorskih škornjev.
Veliko obrtnikov je pomagalo pri gradnji vojaških zgradb, furmani pa so vojski zastonj prevažali vse potrebne materiale. 
Pomoč pa je prišla tudi iz drugih argentinskih provinc: 2000 kosov posušenega mesa, 2000 sabelj in 200 šotorov iz Buenos Airesa ter 4000 odej in 500 pončev iz province Córdoba.

### Strategija pohoda
Da bi bil napad z Andov učinkovit, je moral San Martín natančno preučiti vse možne poti čez Ande, ne da bi pri tem vzbudil sum pri Špancih. Zato je San Martín, z izgovorom da formalno sporoči delitev provinc Ría de la Plata od matične države, poslal v Santiago de Čile, kjer je v imenu španskega kralja vladal guverner Francisco Marcó del Pont, Joséja Antonia Álvareza Condarca, inženirja in kemika, ki je slovel po dobrem spominu. Poslal ga je po najdaljšem prelazu, imenovanim Los Patos, saj je predvideval, da ga bo Marcó poslal nazaj po najkrajšem prelazu Uspallata. San Martín se ni motil, in tako je lahko Condarco, ob vrnitvi v tabor El Plumerillo začrtal natančni zemljevid obeh prelazov, ki je kasneje San Martínu omogočil prehod čez Ande. 

### Dogovori z domorodci Pehuenči
Že od leta 1814 je imel San Martin prijateljske odnose z domorodci Pehuenči , ki so živeli v južnem delu Mendoze. Da bi si zagotovil njihovo podporo pri svojih načrtih, je v utrdbi San Carlos pri mejni črti Diamante, sklical zborovanje s plemeni Pehuenčev, s poglavarjem Necúñanom na čelu. Želel je doseči privolitev za prehod čez njihova ozemlja in sodelovanje pri pošiljanju neresničnih podatkov Špancem v Čile. S pomočjo tolmača jim je razložil, da jih Španci nameravajo napasti s Čil, da bi jih ubili in jim zasegli zemljo ter njihove žene. Po kratkem zasedanju in volitvah sta San Martín in poglavar Pehuenčev zapečatila njuno prijateljsko sodelovanje, ki se je izkazalo za ključnega pri uresničitvi načrtov pohoda čez Ande. 

## Izvedba pohoda
18. januarja 1817 je bila andska vojska pripravljena za odhod iz tabora El Plumerillo. San Martín jo je razdelil v dve koloni. Prva je odšla kolona pod vodstvom generala Juan Gregorio de las Herasom (778 vojakov), druga pa pod vodstvom Miguel E. Solerja, José de San Martína in Bernarda O'Higginsa (4600 vojakov). Prva in tudi glavna kolona je šla čez prehod Los Patos, druga pa čez prehod Uspallata. Ti dve koloni sta predstavljali temeljni napadalni koloni. Njun cilj je bil prispeti do Santiaga.
Na poti so doživeli tudi nekatere spopade (v Potrerillu, Achuppallasi in v Coimasu), vendar so vselej premagali Špance. 
Ostale kolone so bile: kolona čez prehod Paso de Guana, pod vodstvom komandanta Manuel Cabot (140 mož) s ciljem Coquimbe in Serena, kamor so prispeli 15.februarja; kolona čez prehod Paso de El Portillo, pod vodstvom José Leóna Lemasa (50 vojakov) s ciljem San Gabriel ter kolona čez prehod Paso de El Planchón, pod vodstvom kolonela Ramóna Freireja (105 vojakov, katerim se je pridružilo 1800 Čilencev), s ciljem Curicó in Talca. Iz Tucumana pa je 14.januarja 1817 odšla četrta izmed pomožnih kolon, pod vodstvom kolonela Francisca Zelada (250 vojakov). Šla je preko prehoda Paso de Come Caballos in njen cilj sta bila mesta Copiapó in Huasco. Mesto Copiapó je 13.februarja prišlo pod oblast andske vojske. 
Večji del vojske je prispel v San Andrés de Tártaro in 8.februarja zasegel zaselek San Felipe, kjer se jim je pridružila kolona Las Herasa. 
- General José de San Martín (desno) in Bernando O'Higgins (levo) prečkata Ande.

### Pogoji
Pohod čez Ande je predstavljal velik izziv, saj so vojaki včasih morali hoditi po poti, ki ni bila širša od 50 cm ter se spopadati z višinsko boleznijo, ki je vojakom povzročila močne glavobole, bolečine v ušesih in utrujenost. V 24 dneh so vojaki prehodili 750 kilometrov ter prečkali pet gorskih verig, pri čemer je najvišja štela 5000 m. Vsak vojak je moral nositi svojo nahrbtnik, obleko, orožje, strelivo ter voditi mule in živino. 

### Prevažanje
Pri pohodu čez Ande niso vojaki šli samo peš, ampak so tudi jezdili mule, ki so predstavljale idealno prevozno sredstvo za gore, in konje. Andska vojska je štela 10000 mul in 1600 konjev. 

### Prehranjevanje
Andska vojska se je prehranjevala s posušenim mesom ali charquijem, česnom in čebulo. Poleg posušenega mesa, je za prehranjevanje andska vojska štela 600 glav živine.
Pri pripravi hrane, so vojaki dodali toplo vodo in koruzno moko. Zato, da so lahko prehranili vojsko, je bilo potrebnih 510 mul s hrano in 113 mul z vinom. 
Veliko težavo je predstavljalo tudi pomanjkanje vode, saj kljub temu, da je veliko rek v gorah, te niso bili dostopne zaradi prepadov. Zato je San Martín, ki je predvidel to težavo, skrbno začrtal pot tako, da je bilo vedno na voljo dovolj vode. 

### Zaščita pred mrazom
Da bi se vojaki zaščitili pred nizkimi andskimi temperaturami (-15 in -20 stopinj Celzija), jim je San Martín priskrbel visoke in široke čevlje, ki so bili znotraj obloženi z volnenim blagom ter jim redno dajal za piti alkohol, da bi se ogreli. Prav tako so s sabo nosili drva, in ko so uporabili zalogo, so začeli kuriti iztrebek živali, da so se lahko ogreli in kuhali. 

### Orožje
Pri spopadih so vojaki uporabljali sablje, muškete ter topove. Topove so zaradi teže prenašali v vozovih in na najbolj strmih pobočjih s pomočjo škripčevja.

## Uspeh pohoda
Prva zmaga andske vojske se je zgodila 12. februarja 1817 pri kraju Chacabuco. Andska vojska je nato doživela poraz pri Canchi Rayadi 18. marca 1818 in Špancem je uspelo ponovno zbrati svojo vojsko. Navkljub porazu, je andska vojska 5. aprila 1818 premagala Špance pri Maipú in s tem dokončno utrdila svobodo Čila.